# Cataspilates quadrilinea
Cataspilates quadrilinea là một loài bướm đêm trong họ Geometridae.